# 12742 Delisle
12742 Delisle è un asteroide della fascia principale. Scoperto nel 1992, presenta un'orbita caratterizzata da un semiasse maggiore pari a 3,1087883 UA e da un'eccentricità di 0,2276185, inclinata di 9,69412° rispetto all'eclittica.